# Turbicellepora ovioris
Turbicellepora ovioris är en mossdjursart som beskrevs av Tilbrook 2006. Turbicellepora ovioris ingår i släktet Turbicellepora och familjen Celleporidae. Inga underarter finns listade i Catalogue of Life.